# Жером Гнако
Жером Гнако (фр. Jérôme Gnako, нар. 17 лютого 1968, Бордо) — французький футболіст, що грав на позиції півзахисника.
Виступав, зокрема, за клуби «Бордо» та «Монако», а також національну збірну Франції.
Чемпіон Франції. 

## Клубна кар'єра
Народився 17 лютого 1968 року в місті Бордо. Вихованець футбольної школи місцевого однойменного клубу.
У дорослому футболі дебютував 1984 року виступами за другу команду клубу «Бордо», в якій провів два сезони, взявши участь у 12 матчах чемпіонату. З 1986 року почав залучатися до складу основної команди клубу. Відіграв за команду з Бордо наступні два сезони своєї ігрової кар'єри. 1987 року виборов титул чемпіона Франції.
Згодом з 1988 по 1991 рік грав у складі команд клубів «Олімпік» (Алес) та «Анже».
1991 року уклав контракт з клубом «Монако», у складі якого провів наступні три роки своєї кар'єри гравця. Більшість часу, проведеного у складі «Монако», був основним гравцем команди. «Монако» з Жеромом Гнако у складі доходило до фіналу Кубка володарів кубків 1992, проте програло вирішальний матч німецькому «Вердеру».
Протягом 1994—1995 років захищав кольори команди клубу «Сошо».
Завершив професійну ігрову кар'єру у клубі «Ніцца», за команду якого виступав протягом 1995—1996 років.

## Виступи за збірну
1992 року дебютував в офіційних матчах у складі національної збірної Франції. Свою другу і останню гру у національній команді провів на початку 1994 року.
| Дата       | Місто   | Господарі | Результат | Гості   | Турнір            | Голи | Примітки |
| ---------- | ------- | --------- | --------- | ------- | ----------------- | ---- | -------- |
| 14-10-1992 | Париж   | Франція   | 2 – 0     | Австрія | Відбір до ЧС 1994 | -    |          |
| 16-2-1994  | Неаполь | Італія    | 0 – 1     | Франція | товариський матч  | -    |          |
| Усього     |         | Матчів    | 2         |         | Голів             | 0    |          |

## Титули і досягнення
- Чемпіон Франції (1):

«Бордо»:  1986-1987